# Municipio de Schaumburg
El municipio de Schaumburg (en inglés: Schaumburg Township) es un municipio ubicado en el condado de Cook en el estado estadounidense de Illinois. En el año 2010 tenía una población de 131288 habitantes y una densidad poblacional de 1.637,35 personas por km².

## Geografía
El municipio de Schaumburg se encuentra ubicado en las coordenadas 42°1′45″N 88°5′24″O / 42.02917, -88.09000. Según la Oficina del Censo de los Estados Unidos, el municipio tiene una superficie total de 80.18 km², de la cual 79.61 km² corresponden a tierra firme y (0.72%) 0.58 km² es agua.

## Demografía
Según el censo de 2010, había 131288 personas residiendo en el municipio de Schaumburg. La densidad de población era de 1.637,35 hab./km². De los 131288 habitantes, el municipio de Schaumburg estaba compuesto por el 69.49% blancos, el 4.59% eran afroamericanos, el 0.24% eran amerindios, el 18.16% eran asiáticos, el 0.03% eran isleños del Pacífico, el 4.91% eran de otras razas y el 2.58% pertenecían a dos o más razas. Del total de la población el 13.26% eran hispanos o latinos de cualquier raza.